# 森田安親
森田 安親（もりた やすちか、生没年不詳）とは、江戸時代の京都の浮世絵師。

## 来歴
師系不明。京都の人で李村、雲夢峰と号す。作画期は文化の頃とされ、作に出光美術館所蔵の「廓風景図」（絹本着色）が知られる。この絵の画中画に「雲夢峰安親」の落款がある。